# Rublă sovietică
Rubla, plural ruble (în limba rusă: рубль, plural рубли́) a fost numele valutei naționale în Uniunea Sovietică. Înainte de instaurarea comunismului, rubla a fost moneda națională a Imperiului Rus. După destrămarea Uniunii Sovietice, Federația Rusă, Republica Belarus, precum și autoproclamata Republica Moldovenească Nistreană și-au denumit monedele lor rublă. 
Rubla are ca subdiviziune copeica (копе́йка, plural  копе́йки ). O rublă = 100 copeici.

## Etimologie

### Origini
Cuvântul din română rublă este împrumutat din rusă рубль (pronunțat [rúbl']), derivat din verbul rusesc рубить (pronunțat [rubít']) cu semnificația „a tăia o bucată”'. La început, „rubla” era o bucată dintr-un lingou de argint, care avea o greutate bine determinată. Cuvântul „rublă” este echivalentul „mărcii”, o măsură pentru argint și aur folosită în Europa Occidentală medievală.
În rusă se mai folosește și numele popular țelkovîi, scris în rusă: целковый („sănătos, întreg”), care este o prescurtare a sintagmei „целковый рубль” (citit [țilkóvîi rubl']: „rublă sănătoasă, întreagă, netăiată”).
Cuvântul copeică a fost împrumutat din rusă: копе́йка, citit [kapе́ika]. Acesta derivă din cuvântul копьё (pronunțat [kapió], în română „suliță”. Primele monede cu valoarea a unei sutimi de rublă, care au fost bătute în Cnezatul Moscovei după cucerirea Novgorodului în 1478, aveau imprimate pe o față stema moscovită, „Sfântul Gheorghe ucigând balaurul cu o suliță”. Copeicile rusești din zilele noastre folosesc și ele această simbolistică.

## Istorie
La sfârșitul Primului Război Mondial, rubla imperială rusă fusese devalorizată deja de trei ori în trei ani.

### Rubla sovietică
După Revoluția din Octombrie, puterea în Rusia a trecut în mâinile bolșevicilor. Ideologia comunistă predica suprimarea „banilor” la încheierea construirii societății comuniste, fără clase. În 1919, Republica Sovietică Federativă Socialistă Rusă a introdus „unitățile (de tezaur) sovietice” (în rusă совзнаки, prescurtare din rusă советские казначейские знаки, sovznaki), care îndeplineau rolul banilor, până la încetarea emiterii lor, la 4 martie 1924.
Prima serie de ruble sovietice, ca monedă adevărată, a fost introdusă în circulație la 1 ianuarie 1922 sub Soviete, cu o rată de 1 „rublă nouă” contra 10.000 de sovznaki. În această primă serie de ruble au fost emise doar bancnote.
Această primă serie a rămas în circulație doar până în 31 decembrie 1922. A fost înlocuită cu o a doua serie, cu rata de 1 rublă nouă = 100 ruble vechi. Din nou, doar bancnote au fost emise, de la 10 copeici la 25.000 ruble. În această serie, la începutul lui 1924, au fost emise primele bancnote în numele URSS, având stema noului stat cu 6 benzi în jurul spicelor de grâu, purtând inscripții în patru limbi ale republicilor constitutive ale Uniunii: Republica Sovietică Federativă Socialistă Rusă, Republica Sovietică Federativă Socialistă Transcaucaziană (Republica Sovietică Socialistă Azerbaidjană, Republica Sovietică Socialistă Armenească și Republica Sovietică Socialistă Georgiană), Republica Sovietică Socialistă Ucraineană și Republica Sovietică Socialistă Belarusă. Bancnotele erau de 10.000 ruble, de 15.000 ruble și de 25.000 ruble.
De la 7 martie 1924, o nouă reformă a avut loc în plină perioadă a Noii Politici Economice (NEP), cu punerea în circulație a unei a treia serii de ruble, dintre care o „rublă din aur” cu valoarea de 50.000 ruble din 1923. Această reformă a văzut introducerea cervonețului (în rusă червонец), care avea valoarea a 10 ruble. Primele monede metalice în ruble sovietice au început să fie bătute începând din 1924, bancnotele fiind emise cu valori mai mari de 10 ruble și în cervoneți.
Unitatea monetară a URSS devine neconvertibilă începând din 1932 (când comerțul în cervoneți convertibili în aur a fost suspendat), până la sfârșitul anilor ’80. Pentru cetățeni și pentru întreprinderi de stat era imposibil să cumpere și să vândă, în mod liber, devize străine, deși, în mod regulat, ratele de schimb erau fixate (la un nivel artificial) și publicate.
O reevaluare a rublei sovietice a avut loc chiar după Al Doilea Război Mondial, în 1947, cu o rată de 1 „rublă nouă” = 100 „ruble vechi”.
Denominația din 1961, era o repetare a reformei din 1947, cu aplicarea acelorași limitări de schimb ale rublelor vechi din hârtie în cele noi. Rubla sovietică era, formal, egală cu 0,987412 g de aur, însă schimbul în aur nu a fost niciodată asigurat. Ratele de schimb față de devizele străine erau fixate la ca. 0,62 USD și 10 FRF pentru o rublă.
| Pentru o rublă / Anul | 1913 | 1930  | 1938 | 1950  | 1961  | 1973  |
| Dolari americani      | 0,51 | 0,51  | 0,19 | 0,25  | 1,11  | 1,33  |
| Lire sterline         | 0,1  | 0,1   | 0,04 | 0,09  | 0,4   | 0,54  |
| Franci francezi       | 2,67 | 12,9  | 6,54 | 87,72 | 5,44  | 6,06  |
| Mărci germane         | 2,16 | 2,14  | 0,47 | —     | 4,44  | 3,8   |
| Coroane cehoslovace   | —    | 16,95 | 5,41 | 12,5  | 8     | 8     |
| Zloți polonezi        | —    | 4,44  | 1,1  | 1     | 4,44  | 4,44  |
| Forinți maghiari      | —    | 2,86  | —    | 2,93  | 13,04 | 13,04 |
| Lei românești         | —    | 76,92 | —    | 37,45 | 6,67  | 6,67  |

De la sfârșitul lui 1989, ca urmare a liberalizării prețurilor, în contextul penuriei de bunuri și de servicii, URSS a cunoscut o inflație galopantă mergând până la peste 2.000%/an, ceea ce a făcut ca valoarea rublei să se reducă de mai multe mii de ori, în câțiva ani.
După dizolvarea Uniunii Sovietice, în 1991, rubla a rămas deviza Federației Ruse și a Republicii Belarus. În Rusia, rubla sovietică a rămas, în circulație, în paralel cu noua rublă rusă, până la 7 august 1993, dată când a fost retrasă.

#### Denumiri
Moneda sovietică avea nume diferite în limbile Uniunii Sovietice, aceste nume diferind uneori foarte mult de cel rusesc.Toate bancnotele aveau inscripționate valoarea nominală în limbile oficiale ale tuturor republicilor sovietice. Numele monedelor naționale ale țărilor post-sovietice, așa cum sunt cele din Asia Centrală, sunt uneori numele locale ale rublei.
Numele valutei sovietice în limbile oficiale ale celor 15 republici, în ordinea în care apar ele pe bancnote sunt:
| Limba           | În limba locală | În limba locală | Transliterație | Transliterație  |
| Limba           | Rublă           | Copeică         | Rublă          | Copeică         |
| --------------- | --------------- | --------------- | -------------- | --------------- |
| rusă            | рубль           | копейка         | rubl           | kapeika         |
| ucraineană      | карбованець     | копійка         | carbovaneți    | kopiika         |
| belarusă        | рубель          | капейка         | rubel          | kapeika         |
| uzbekă          | сўм             | тийин / копейка | so'm'          | tiyin / kopeika |
| kazahă          | сом             | тиын            | som            | tiîn            |
| georgiană       | მანეთი          | კაპიკი          | manati         | kapiki          |
| azeră           | манат           | гəпик           | manat          | kăpik           |
| lituaniană      | rublis          | kapeika         | —              | —               |
| „moldovenească" | рублэ           | копейкэ         | rublă          | copeică         |
| letonă          | rublis          | kapeika         | —              | —               |
| kârgâză         | сом             | тыйн            | som            | tîin            |
| tadjică         | сўм             | тин             | sum            | tin             |
| armeană         | ռուբլի          | կոպեկ           | rubli          | kopăk           |
| turkmenă        | манат           |                 | manat          |                 |
| estonă          | rubla           | kopikas         | —              | —               |

Trebuie spus că denumirile în limbile uzbecă, azeră, „moldovenească" și turkmenă au încetat să mai fie scrise cu alfabetul chirilic, trecându-se la alfabetul latin cu puțin timp înaintea disoluției Uniunii Sovietice.

#### Înlocuirea rublei în statele post-sovietice
La scurtă vreme după disoluția Uniunii Sovietice din 1991, în toate noile republici independente au fost introduse noi monede naționale. Cele mai multe economii erau slab dezvoltate și de aceea toate monedele au trecut prin mai multe reforme, printre care schimbarea denumirii și a denominării.
| Statul                          | Noua valută | Rata de conversie a rublei | Data de introducere | Modificare ulterioară a numelui | Adeziune la euro |
| ------------------------------- | ----------- | -------------------------- | ------------------- | ------------------------------- | ---------------- |
| Armenia                         | Dram        | 200                        | 22 noiembrie 1993   | NU                              | NU               |
| Azerbaijan                      | Manat       | 10                         | 15 august 1992      | DA                              | NU               |
| Belarus                         | Rublă       | 10                         | mai 1992            | DA                              | NU               |
| Estonia                         | Coroană     | 10                         | 20 iunie 1992       | NU                              | DA               |
| Georgia                         | Lari        | 1                          | 5 aprilie 1993      | DA                              | NU               |
| Kazahstan                       | Tenghe      | 500                        | 15 noiembrie 1993   | NU                              | NU               |
| Kârgâzstan                      | Som         | 200                        | 10 mai 1993         | NU                              | NU               |
| Letonia                         | Rublă       | 1                          | 7 mai 1992          | DA                              | DA               |
| Lituania                        | Talona      | 1                          | august 1991         | DA                              | DA               |
| Moldova, excluzând Transnistria | Cupon       | 1                          | 1992                | DA                              | NU               |
| Moldova – Transnistria          | Rublă       | 1                          | 1994                | DA                              | NU               |
| Federația Rusă                  | Rublă       | 1                          | 1992                | NU                              | NU               |
| Tadjikistan                     | Rublă       | 100                        | 10 mai 1995         | DA                              | NU               |
| Turkmenistan                    | Manat       | 500                        | 1 noiembrie 1993    | NU                              | NU               |
| Ucraina                         | Karbovaneț  | 1                          | 10 ianuarie 1992    | DA                              | NU               |
| Uzbekistan                      | Som         | 1                          | 15 noiembrie 1993   | DA                              | NU               |

#### Monede sovietice
Monedele metalice sovietice constituie una din reprezentările fizice, împreună cu bancnotele, ale monedei Uniunii Republicilor Sovietice Socialiste.

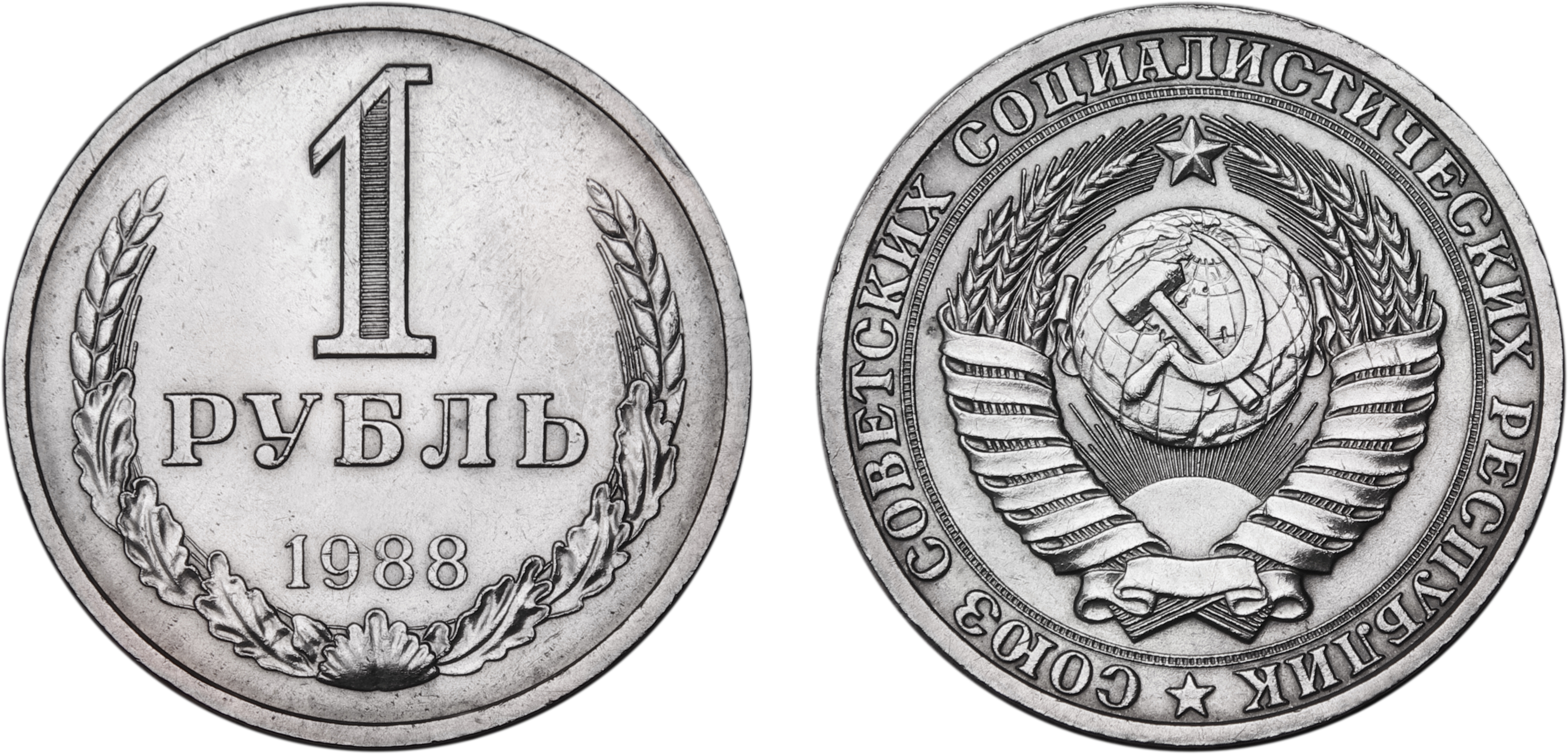
Monedă cu valoarea nominală de 1 rublă, emisă în 1988.

#### Bancnote sovietice
|  |  | 1 Rublă   |
|  |  | 3 Ruble   |
|  |  | 5 Ruble   |
|  |  | 10 Ruble  |
|  |  | 25 Ruble  |
|  |  | 50 Ruble  |
|  |  | 100 Ruble |

|  |  | 1 Rublă     |
|  |  | 3 Ruble     |
|  |  | 5 Ruble     |
|  |  | 10 Ruble    |
|  |  | 50 Ruble    |
|  |  | 100 Ruble   |
|  |  | 200 Ruble   |
|  |  | 500 Ruble   |
|  |  | 1.000 Ruble |

## Rubla transferabilă
Rubla transferabilă (în rusă переводной рубль) a fost o unitate monetară scripturală bazată pe rubla sovietică și utilizată până în 1991 în cadrul Consiliului de Ajutor Economic Reciproc (CAER), pentru calculul valorii schimburilor comerciale și a sumelor datoriilor între țările-membre ale acestui organism al Blocului de Est. După dizolvarea CAER-ului, în 1991, au apărut fricțiuni între statele care au aparținut fostului Bloc, și mai ales față de Rusia (moștenitoare a activelor și obligațiilor URSS-ului) privitor la conversiunea sumelor datorate de statele fostului CAER, în rubă transferabilă, a cărei rată de schimb a fost cosiderată ca sensibil supraevaluată.